# Hannes Stelzer (Schauspieler, 1910)

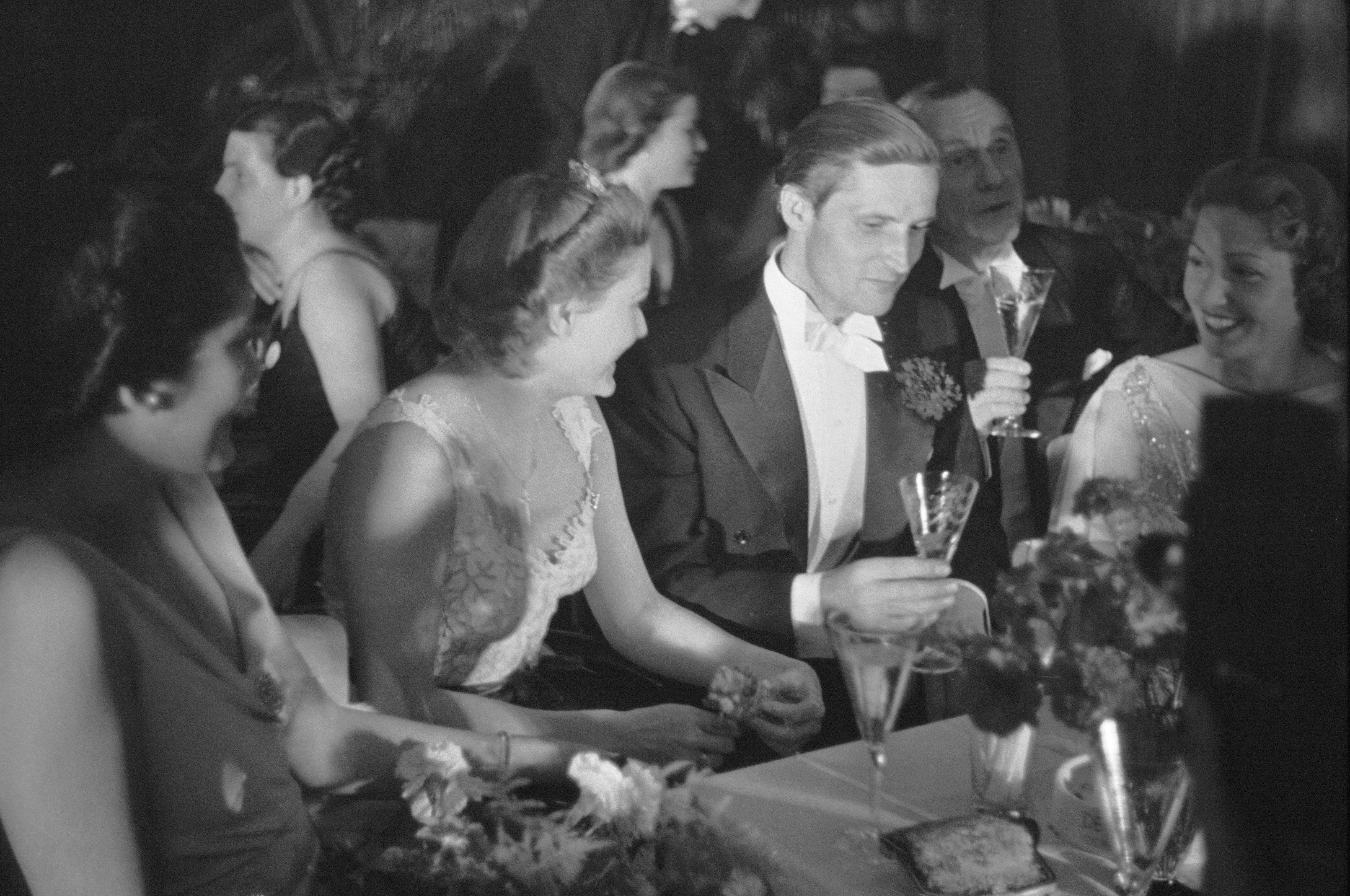
Stelzer, mit Marika Rökk, Georg Jacoby und Heli Finkenzeller (1938)

Hannes Stelzer (* 20. Juni 1910 in Graz, Österreich-Ungarn; † 27. Dezember 1944 bei Komárom, Ungarn durch Flugzeugabsturz) war ein österreichischer Schauspieler.

## Leben
Als ältester Sohn einer armen, umherziehenden Schauspielerfamilie war Stelzer von den Eltern nicht gerade zum Theaterspielen getrieben worden. Eingeschult wurde Stelzer in Hanau am Main, doch aufgrund der Wanderschaft seiner Schauspielereltern folgten zahlreiche Schulwechsel, die mit Integrationsschwierigkeiten verbunden waren.
Eine erste Theatererfahrung erfolgte in Mühlhausen/Thüringen. Dort zog Mutter Stelzer ihren Sohn entgegen ihrer sonstigen Gewohnheit für eine Kindertanzszene in Die Fledermaus heran. Als Vierzehnjähriger bemühte er sich schließlich aus eigenem Antrieb, nach dem Erhalt einer Absage für eine Kinderrolle beim Film, um eine Aufnahme an die Wiener Schauspielschule, während er bei einem Wiener Onkel lebte. Als Schreiner verdiente er sich sein Studiengeld.
Stelzers honorarloses Bühnendebüt war der alte Klinkert in Hasemanns Töchter von Adolph L’Arronge. Eine Mitwirkung als bezahlter Statist in Wallenstein am Deutschen Volkstheater wurde ihm während der Generalprobe versagt, nachdem der Direktor des Hauses sein kindliches Aussehen bemängelt hatte.
1928 erhielt Stelzer beim Neuen Theater Frankfurt am Main die Möglichkeit eines ersten Festengagements. Als sich jedoch auch hier nach einiger Zeit seine Jugend als Problem herausstellte, wechselte er 1931 nach Bremen. Hier erhielt Stelzer Aufgaben vor allem in modernen Stücken, spielte aber auch den 'Romeo'. Nach drei Jahren folgte Stelzer einem Ruf nach Darmstadt an das Landestheater, wo er sich vermehrt in den großen klassischen Rollen ausprobieren konnte. Der Ruf zum Film erfolgte auf Empfehlung über Bremen, schließlich gerade aufgrund der Jugend Stelzers: Als man 1934 für Der alte und der junge König mit Emil Jannings den Darsteller für den jungen König in Bremen suchte, erinnerte sich der dortige Theaterleiter an Stelzer, doch schließlich erhielt Werner Hinz die Rolle. Jannings jedoch war von Stelzer angetan und besorgte ihm wenige Monate später die zentrale Rolle des Primaners Kurt von Zedlitz in Traumulus.
So verlegte sich Stelzers Tätigkeitsfeld mehr und mehr auf den Film, wobei er große Erfolge feiern konnte. Er entsprach den Vorstellungen eines unerschrockenen Helden und avancierte schnell zu einem populären Ufa-Star, zum Beispiel in der Titelrolle von Truxa, einem Drahtseilartisten, oder als Mozart in Eine kleine Nachtmusik.
Mit Kriegsbeginn konnte Stelzer weniger drehen, spielte aber noch in einer Anzahl Filmen die Starrollen, z. B. als Flieger in Stukas (1941). Selbst als Soldat im Luftkampf eingesetzt, kam er Weihnachten 1944 um. Vermutlich wurde er durch sowjetische Flak oder Flieger abgeschossen, laut Wehrmachtbericht dagegen stürzte er ab, als er bei Schneesturm in eine Hochspannungsleitung flog. Er war mit der kurz zuvor verstorbenen Schauspielerin Maria Bard (1900–1944) verheiratet.

## Filmografie
- 1935: Traumulus
- 1936: Der Abenteurer von Paris
- 1937: Der Herrscher
- 1937: Truxa
- 1937: Unternehmen Michael
- 1937: Signal in der Nacht
- 1937: Der Katzensteg
- 1938: Der Spieler
- 1938: Die Pfingstorgel
- 1938: Fahrendes Volk
- 1939: Silvesternacht am Alexanderplatz
- 1939: Ein hoffnungsloser Fall
- 1939: Eine kleine Nachtmusik
- 1940: Bal paré
- 1940: Was wird hier gespielt?
- 1941: Stukas
- 1941: Über alles in der Welt
- 1941: Venus vor Gericht
- 1943: Besatzung Dora